# Groß Borstel
Groß Borstel, Hamburg-Groß Borstel — dzielnica miasta Hamburg w Niemczech, w okręgu administracyjnym Hamburg-Nord. Od 1894 w granicach miasta.
Na północy graniczy z Portem lotniczym Hamburg.